# Ijnefer B
Ijnefer B (Ijnefer Mlađi) bio je egipatski princ 4. dinastije. Njegovo ime znači "došao je lijepi". Bio je sin faraona Kufua i polubrat faraona Džedefre i Kafre. Kufu ga je nazvao po svojem bratu. Ijnefer je oženio svoju nećakinju Nefertkau, kćer svoje polusestre. Par je imao jednog ili dva sina i jednu kćer. Supružnici su pokopani u mastabi G 7820 u Gizi.